# Cuatro Vientos
Cuatro Vientos és un barri de Madrid integrat en el districte de Latina. Té una superfície de 542,12 hectàrees i una població de 3.382 habitants (2009). Limita al nord amb Campamento i Las Águilas, al sud amb Leganés i Alcorcón, i a l'oest amb Buenavista (Carabanchel). Està delimitat pel passeig d'Extremadura, l'Avinguda de la Aviación i el Camino de Piqueñas.
La major part del seu territori està ocupat per l'Aeroport de Madrid - Cuatro Vientos, antiga base aèria de l'Exèrcit de l'Aire Espanyol i que des del 1970 té ús civil.